# Массовое убийство в Кампинасе
Массовое убийство в Кампинасе — преступление, произошедшее в районе Вила-Пруст-де-Суза в бразильском городе Кампинас, Сан-Паулу, 31 декабря 2016 года, в ходе которого Сидней Рамиш ди Араужо (порт.-браз. Sidnei Ramis de Araujo) убил двенадцать членов одной семьи, включая свою бывшую жену и восьмилетнего сына. Это была крупнейшая резня, зарегистрированная в истории Кампинаса.

## Ход событий
31 декабря 2016 года Сидней Рамиш ди Араужо (46 лет), узнал, что его бывшая жена, с которой у него был длительный конфликт, собирается отмечать Новый Год в доме одной из своих тёток, Лилиан, на улице Помпилио Моранди в Вила-Пруст-ди-Соуза. Незадолго до полуночи он припарковал машину возле дома Лилиан и перелез через ограду виллы. Вооруженный 9-мм пистолетом и десятью самодельными бомбами, привязанными к его телу, он вторгся в дом и убил свою бывшую жену Исамару Фильер (41 год); своего сын Жуана Виктора Фильера ди Араужо (8 лет); и десять других членов семьи, после чего покончил жизнь самоубийством. Преступление было заранее спланировано. В предсмертной записке, которую оставил убийца, было сказано, что он намеревался казнить своих жертв на католическое Рождество, но потерпел неудачу.
Двое подростков 15-ти и 17-ти лет, которые были на вечеринке и выжили, спрятавшись в ванных комнатах, когда поняли, что произошло нападение, впоследствии показали, что слышали, как в конце бойни ди Араужо произнёс, обращаясь к Исамаре: «Я собираюсь убить тебя, ты забрала моего сына». За фразой последовал звук выстрелов. После этого они услышали, как Жуан Виктор, 8-летний сын стрелка, спросил своего отца: «Зачем ты убил маму?» Вместо ответа ди Араужо выстрелил мальчику в голову. Жуан Виктор был убит последним, после этого его отец покончил жизнь самоубийством. Мальчик также был единственным, застреленным в упор. Большинство выстрелов было произведено со среднего расстояния около одного метра, и большинство жертв получили два-три ранения.
В резне уцелели семь человек: два спрятавшихся подростка, женщина с маленьким ребёнком на руках (их Араужо пощадил) и трое раненных, которые были доставлены в больницы Овру-Верди, Марио Гатти и HC da Unicamp.
Жертвы захоронены все вместе в одной могиле на кладбище да Саудади.

## Предпосылки
Стрелок вёл судебную тяжбу за опеку над Жуаном Виктором; развод мог быть мотивирован подозрением в том, что Араужо «изнасиловал сына».
С 2010 года Исамара Фильер зарегистрировала в полиции пять заявлений на своего бывшего мужа (три в отделении полиции Кампинаса) по поводу угроз насилием и даже смертью . Кроме того, ранее ею была подана жалоба на сексуальное насилие в отношении её сына, совершённое Араужо, из-за чего Сидней не мог видеть ребёнка в течение года. В 2012 году Исамара подала жалобу на жестокое обращение. Судья посчитал, что обвинения «не полностью доказаны», но выявил состав «неподобающего поведения» и частично удовлетворил ходатайство, установив ограничения на общение отца и сына. В решении суд определил, что ребенок, которому на тот момент было 3 года, должен быть «защищён, но не удалён полностью из жизни отца».

## Предсмертная записка
На суде было представлено письмо, написанное Араужо, в котором стрелок раскрыл свои планы убить семью. Письмо содержало тексты, адресованные сыну и подруге Араужо, и было разослано друзьям стрелка до преступления . В дополнение к письму в машине стрелка был оставлен диктофон, на котором были записаны гневные выпады против бывшей жены Исамары Фильер и извинения за то, что должно было случиться (однако без явного упоминания того, что произойдёт). Выдержки из аудиозаписи и письма показывают женоненавистнические и сексистские мотивы массового убийства:

«Я зол на шлюх, которые трахаются и каждый день получают выгоду от Закона о шлюхах!»

«Я уже мёртв, потому что не могу оставаться с тобой, видеть, как ты растёшь, наслаждаться жизнью вместе с тобой, и всё из-за феминистской системы и кучки сумасшедших баб!»
.
По запросу газеты Correio Braziliense специалисты в области судебно-медицинской экспертизы и насилия в отношении женщин проанализировали письмо стрелка и считают, что Сидней Араужо культивировал «крайне сексистскую» идеологию, питал всеобщую ненависть к женщинам и чувствовал себя своего рода жертвой законов и других актов, направленных на обеспечение прав женщин.

## Жертвы
Помимо Сиднея Рамиша ди Араужо, который покончил жизнь самоубийством на месте преступления, были убиты:
- Исамара Фильер (41 год) — бывшая жена стрелка;
- Жуан Виктор Фильер ди Араужо (8 лет) — сын стрелка;
- Рафаэл Фильер (33 года) — брат Исамары;
- Лилиан Феррейра Донату (44 года) — владелица дома, где произошла резня;
- Алессандра Феррейра ди Фрейташ (40 лет) — сестра Лилиан;
- Антония Далва Феррейра ди Фрейташ (62 года) — мать Лилиан и Алессандры;
- Абадия даш Грасас Феррейра (56 лет) — сестра Антонии Далвы;
- Пауло ди Алмейда (61 год) — муж Абадии;
- Ана Лузия Феррейра (52 года) — сестра Антонии Далвы и Абадии;
- Лариса Феррейра ди Алмейда (24 года) — дочь Аны;
- Лусия Майя Феррейра (85 лет) — мать Антонии Далвы, Абадии и Аны, бабушка Лилиан, Алессандры и Ларисы.
- Каролина ди Оливейра Батиста (26 лет) — её отец был одним из трёх выживших раненых.

## Последствия
Городской справочный и вспомогательный центр для женщин (Ceamo) определил преступление как феминицид, а не как массовое убийство. По словам Нильсеи Фрейре, бывшего министра Секретариата по политике в отношении женщин, несоблюдение условий расторжения брака и ограничения, наложенные на контакт с ребёнком, характеризуют дело как преступление, совершённое из мести, в то время как «жертвами преимущественно были женщины, что, в свою очередь, являются признаком преступления, совершённого по мотиву женоненавистничества».
Публикация письма стрелка газетой O Estado de S. Paulo вызвала критику населения в социальных сетях. Мариса Санемацу, директор по контенту в Agência Patricia Galvão, увидела в публикации риск того, что часть населения примет ненавистнические высказывания, распространяемые преступником.
Федеральный депутат Жандира Фегали высказалась о бойне, заявив на своей странице в Facebook:

«Некоторые говорят, что феминизм ни к чему не ведёт, есть те, кто говорит, что в Бразилии нет мачизма. Так вот: мачизм убила Исамару Фильер, её ребенка и ещё десять человек».
Жандира также защищала Закон Марии да Пенья, названный Араужо «Законом шлюхи да Пенья»:

«Я была докладчиком по Закону Марии да Пенья, и я побывала во всех местах в этой стране. И где бы я ни была, везде были сообщения об агрессии разных форм и размеров в отношении женщин. Недопустимо, чтобы дискурс мачизма находил отклик в середине XXI века».
Бывший президент Дилма Русефф заявила на своей официальной странице в Facebook, что «недопустимо, чтобы сексизм находил отклик в консервативном мышлении и оправдывал феминицид». По ее мнению, «необходимо усилить политику в области прав человека, чтобы защитить женщин от культуры ненависти и насилия». Закон о феминициде был санкционирован Дилмой в марте 2015 года.
Дело получило широкую огласку в национальных и международных средствах массовой информации. Мэр Жонаш Донизетти объявил официальный трехдневный траур в Кампинасе. Президент Бразилии Мишел Темер выразил соболезнование по поводу инцидента в своём официальном аккаунте в Твиттере:

«Мы глубоко сожалеем о гибели людей в Кампинасе. Мы выражаем наши соболезнования семьям погибших. Пусть 2017 год станет годом большего мира!»
Структура «ООН-женщины» Бразилии опубликовала публичное обращение, в котором заявила, что «недопустимо, чтобы женщин продолжали варварски убивать, очерняя память жертв предположениями оправдания убийц», призвав ответственные органы включить гендерную проблематику в процессы полиции и уголовных расследований в соответствии с Национальными руководящими принципами по расследованию, уголовному и судебному преследованию насильственных смертей женщин с гендерной точки зрения, а также обеспечить соблюдение Закона о феминициде (Закон № 13.104/2015).